# Kanton Condé-en-Normandie
Condé-en-Normandie ( voorheen Condé-sur-Noireau) is een kanton van het Franse departement Calvados. Het kanton maakt deel uit van de arrondissementen Vire (9) en Caen (2). De naam werd gewijzigd bij decreet van 24 februari 2021 om die in overeenstemming te brengen met de naam van de hoofdplaats.

## Gemeenten
Het kanton Condé-sur-Noireau omvatte tot 2014 de volgende 11 gemeenten:
- La Chapelle-Engerbold
- Condé-sur-Noireau (hoofdplaats)
- Lassy
- Lénault
- Périgny
- Pontécoulant
- Proussy
- Saint-Germain-du-Crioult
- Saint-Jean-le-Blanc
- Saint-Pierre-la-Vieille
- Saint-Vigor-des-Mézerets

Na de herindeling van de kantons bij decreet van 17 februari 2014, met uitwerking op 22 maart 2015 omvatte het kanton 48 gemeenten.
- Op 1 januari 2016 werden de gemeenten Bernières-le-Patry, Burcy, Chênedollé, Le Désert, Estry, Montchamp, Pierres, Presles, La Rocque, Rully, Saint-Charles-de-Percy, Le Theil-Bocage, Vassy en Viessoix samengevoegd tot de fusiegemeente (commune nouvelle) Valdallière.
- Op 1 januari 2016 werden de gemeenten Condé-sur-Noireau, La Chapelle-Engerbold, Lénault, Proussy, Saint-Germain-du-Crioult en Saint-Pierre-la-Vieille samengevoegd tot de fusiegemeente (commune nouvelle) Condé-en-Normandie.
- Op 1 januari 2016 werden de gemeenten Beaulieu, Le Bény-Bocage, Bures-les-Monts, Campeaux, Carville, Étouvy, La Ferrière-Harang, La Graverie, Malloué, Mont-Bertrand, Montamy, Montchauvet, Le Reculey, Saint-Denis-Maisoncelles, Saint-Martin-des-Besaces, Saint-Martin-Don, Saint-Ouen-des-Besaces, Saint-Pierre-Tarentaine, Sainte-Marie-Laumont en Le Tourneur samengevoegd tot de fusiegemeente (commune nouvelle) Souleuvre en Bocage.
- Op 1 januari 2017 werden de gemeenten Lassy, Saint-Jean-le-Blanc en Saint-Vigor-des-Mézerets samengevoegd tot de fusiegemeente (commune nouvelle) Terres de Druance.
- Op 1 januari 2017 werd de gemeente Le Plessis-Grimoult samengevoegd met gemeenten uit het kanton Aunay-sur-Odon tot de fusiegemeente (commune nouvelle) Les Monts d'Aunay. Zij bleef evenwel tot het kanton Condé-sur Noireau behoren.

Sindsdien omvat het kanton volgende gemeenten:
- Condé-en-Normandie
- Les Monts d'Aunay (deel : enkel Le Plessis-Grimoult)
- Périgny
- Pontécoulant
- Saint-Denis-de-Méré
- Souleuvre en Bocage
- Terres de Druance
- Valdallière
- La Vilette